# Tropidophis semicinctus
Espèce
Synonymes
- Ungalia maculata var. semicincta
Gundlach & Peters in Peters, 1864
- Ungalia semicincta Gundlach & Peters, 1864

Statut CITES
Tropidophis semicinctus est une espèce de serpents de la famille des Tropidophiidae.

## Répartition
Cette espèce est endémique de l'ouest et du centre de Cuba.

## Description
C'est un serpent vivipare.

## Publication originale
- Gundlach & Peters, 1864 in Peters, 1864 : Über einige neue Säugethiere (Mormops, Macrotus, Vesperus, Molossus, Capromys), Amphibien (Plathydactylus, Otocryptis, Euprepes, Ungalia, Dromicus, Tropidonotus, Xenodon, Hylodes), und Fische (Sillago, Sebastes, Channa, Myctophum, Carassius, Barbus, Capoeta, Poecillia, Saurenchelys, Leptocephalus). Monatsberichte der Königlichen Preussischen Akademie der Wissenschaften zu Berlin, vol. 1864, p. 381-399 (texte intégral).